# Георги Божков
Вижте пояснителната страница за други личности с името Георги Божков.
Георги Николов Божков е български художник от XX век.

## Биография
Завършва (1950) живопис в Художествената академия в София, при проф. Дечко Узунов. От 1956 участва в ОХИ, в младежки изложби и изложби в чужбина — Алжир, Будапеща, Москва, Лайпциг, Лондон, Париж, Хамбург, Токио, със самостоятелни изложби в Мездра (1962), с Върбан Бояджийски) и в София (1974).
Забележителни творби: „Край Дунава“ (1961), „Портрет на Анета Кирова“ (1962), „Портрет на Г. Димитров“ (1963, в Лайпциг), „Априлци – Кочо с двамина бойни другари“ (1966), „Мелник“ (1967), „Детски портрет“ (1970), „Пейзаж от Жеравна“ (1971), „Портрет на Борис Тасев“ (1973), „Боженци“ – цикъл пейзажи (1974), пейзажи от р. Дунав, Копривщица, Кърджали, Жеравна, Добруджа (1974), цикъл „Родопски пейзажи“ (1975), „Плевен“ (1978), „Бряг“ (1986), „Созопол“ (1982), „Натюрморт“ (2001) и др.
Основна тематика в творчеството на Георги Божков заемат българската култура, природа, бит и традиция.